# 西京平報
《西京平報》是發行於中華民國陝西省西安市的報紙，每日對開4版。1937年12月4日創刊，由當時
國民政府的黨政軍要員支持。1949年5月20日，在陕中战役中，国军自西安败退，该报遂停刊。